# 优卡丹
优卡丹小儿氨酚烷胺颗粒，是一种生产于中华人民共和国，用于治疗儿童感冒的甲类非处方药品，制造商为仁和药业。

## 争议
2013年，优卡丹因被披露没有在说明书上说明清楚药品毒性，引发公众对其产生疑虑的公关危机。除此之外，其先前的代言人宋丹丹声誉受到影响，宋丹丹也为此表示不再接受任何药品的广告代言。